# Давыдов, Денис Александрович
Денис Александрович Давыдов (род. 15 апреля 1989, Волгодонской, Волгоградская область) — российский политический и общественный деятель.
Заместитель председателя Правительства Ставропольского края (12 января 2022 — 24 октября 2022). Председатель Молодой гвардии Единой России (21 июля 2014 — 18 ноября 2021).

## Биография
Денис Александрович Давыдов родился 15 апреля 1989 года в посёлке Волгодонской Калачаевского района Волгоградской области.
С 2008 по 2009 год — председатель первичной профсоюзной организации студентов Российского государственного аграрного университета.
В 2011 году получил высшее образование Российском государственном аграрном университете.
В 2021 году получил второе высшее образование в Российской академии народного хозяйства и государственной службы.
Свою трудовую деятельность начинал с должности специалиста по работе с молодёжью Центра социальной активности «Молодые москвичи» (город Москва).

### Работа в Молодой Гвардии
С 2007 по 2008 год — активист местного отделения Молодой гвардии Единой России Тимирязевского района города Москвы.
В период с 2009 по 2011 года — заместитель руководителя штаба Молодой гвардии Единой России.
С 2011 по 2012 год — заместитель руководителя организационного отдела Центрального штаба Молодой гвардии Единой России.
С 2012 по 2014 год — руководитель организационного отдела Центрального штаба Молодой гвардии Единой России.
С апреля по июнь 2014 года — руководитель регионального штаба Московского городского отделения Молодой гвардии Единой России.
С февраля 2016 по ноябрь 2019 года — член Президиума Генерального совета партии «Единая Россия».
13 февраля 2019 года переизбран в качестве председателя Молодой Гвардии Единой России.
С 21 июля 2014 по 18 ноября 2021 года — председатель Молодой гвардии Единой России.
18 ноября 2021 года покинул пост председателя Молодой гвардии Единой России.
Под его руководством МГЕР активно оказывала помощь гражданам в период ликвидации последствий ЧС в Иркутской области и Забайкальском крае, были реализованы линейки проектов агентства студенческих коммуникаций «Кампус», более 400 юных героев получили награды «Герой нашего времени», запущена и успешно проводилась волонтёрская работа в рамках борьбы с пандемией COVID-19.

### Зампред Правительства Ставрополья
30 ноября 2021 года назначен исполняющим обязанности заместителя председателя Правительства Ставропольского края.
12 января 2022 года назначен заместителем председателя Правительства Ставропольского края.
24 октября 2022 года ушёл в отставку с поста заместителя председателя Правительства Ставропольского края.

## Награды
- Благодарность Президента Российской Федерации — за активное участие в общественно-политической жизни российского общества.
- Благодарность Федерального агентства по делам молодёжи — за содействие в решении задач, возложенных на Федеральное агентство по делам молодежи.
- Почётная грамота Федерального агентства по делам молодёжи — за заслуги в сфере государственной молодежной политики.
- Медаль ордена «За заслуги перед Отечеством» II степени.